# Madonna col Bambino (Neroccio Digione)
La Madonna col Bambino è un dipinto a olio su tela di Neroccio di Bartolomeo de' Landi realizzato circa nel 1490 e conservato nel Museo delle belle arti di Digione.

## Storia
Questo piccolo dipinto fu acquistato per 65.000 franchi da Hermann Göring da Pierre Henri Landry tramite il commerciante tedesco Walter Bornheim. Sembra però che il prezzo pagato da Göring sia stato di 100.000 per quest'opera poi attribuita a Francesco Botticini. La tavola acquistava 65.000 essendo La Vergine col Bambino accompagnata da un angelo , altra opera di Neroccio — questa perduta — in tavola curva di 95 × 51 cm e provvista del numero d'inventario di Monaco 5107 (MNR 244).
La Madonna col Bambino di Neroccio dal 15 marzo 1941 fu nella collezione Hermann Göring con il numero di inventario RM 781. Durante la disfatta tedesca, fu riparato a Berchtesgaden col numero 2344. Fu trasferito al Munich Central Collecting Point in poi 6 agosto 1945, fu ivi immatricolato con il numero 7394. Il pannello fu rimpatriato in Francia dal dodicesimo convoglio da Monaco il 19 settembre 1946 alla sede della Commission de récupération artistique. Fu selezionato durante la quarta commissione per la scelta delle opere di recupero artistico e fu assegnato al Museo del Louvre (dipartimento dei dipinti) dall'Ufficio della proprietà privata e degli interessi nel 1950, poi depositato al Museo delle Belle Arti di Digione nel 1952 ( numero di deposito: 4028).

### Attribuzione
Già attribuito a Sano di Pietro questo dipinto, molto simile a la Madonna col Bambino tra i santi Giovanni Battista e Antonio di Neroccio di Landi al Louvre, fu restituito a questo pittore nel 1955 da Michel Laclotte, che si avvicinò anche a una Madonna dal Museo di Berlino (Hans Posse , 1909, p. 64, numero 63 A), della Madonna col Bambino tra i santi Bernardino e Caterina della Pinacoteca nazionale di Siena e uno stucco dell'Art Institute of Chicago 6, situante l'intero gruppo tra il 1480 e il 1492, periodo mediano dell'attività del pittore.

## Descrizione
Questo piccolo dipinto devozionale privato raffigura la Vergine Maria con Gesù Bambino , soggetto ricorrente nella pittura cristiana rinascimentale italiana e repertorio prediletto di Neroccio. Nella tavola di Digione, alcune ridipinture e lievi sollevamenti della pellicola pittorica non intaccano il purissimo disegno dell'ovale del volto, delle palpebre socchiuse e della mano della Vergine, nella tradizione di Simone Martini , mentre a allo stesso tempo appare la preoccupazione per una modellazione delicata.